# Доктрина Драго
Доктрина Драго — доктрина незастосування державами сили для одержання боргів, які завинили їм інші країни. Сформульована міністром закордонних справ Аргентини Л. М. Драго у ноті, адресованій урядові США 29 грудня 1902. Доктрина дістала розвиток і була закріплена в Драго — Портера конвенції, прийнятій 18.Х 1907 2-ю Гаазькою конференцією миру за пропозицією Л. М. Драго і представника США X. Портера.